# Nenad Tomović
Nenad Tomović (Servisch: Ненад Томовић) (Kragujevac, 30 augustus 1987) is een Servisch voetballer die doorgaans als centrale verdediger speelt. Hij verruilde Genoa in 2012 voor ACF Fiorentina. Tomović debuteerde in 2008 in het Servisch voetbalelftal.

## Clubcarrière
Tomović speelde in de jeugd bij Kragujevac, FK Rad en Rode Ster Belgrado. Hij werd door Rode Ster twee seizoenen uitgeleend aan FK Rad, waar hij al op 18-jarige leeftijd basisspeler werd. In 2008 zette hij zijn handtekening onder een nieuw vijfjarig contract bij Rode Ster. Op 13 juli 2009 haalde het Italiaanse Genoa hem weg voor een bedrag van 3,5 miljoen euro. Op 3 januari 2011 maakte US Lecce de tijdelijke overgang van Tomović bekend. In 18 maanden speelde hij er 49 wedstrijden, waarin hij tweemaal doel trof.
Op 31 augustus 2012, de laatste dag van de zomerse transferperiode, zette Tomović een dag na zijn 25e verjaardag zijn handtekening onder een driejarig contract bij ACF Fiorentina. Op 7 april 2013 kreeg hij in een thuiswedstrijd tegen AC Milan een rode kaart voor een niet-opzettelijke elleboogstoot in het gezicht van Stephan El Shaarawy. Tien minuten eerder verloor hij zijn collega Stefan Savić door een blessure, waardoor Fiorentina nog voor rust met een gehavende defensie op het veld stond. Net voor rust verloor het ook nog eens steraanvaller Stevan Jovetić door blessure. Fiorentina kon uiteindelijk nog een punt meepikken dankzij benuute strafschoppen van Adem Ljajić en David Pizarro.

## Interlandcarrière
Tomović nam met Servië onder 23 deel aan de Olympische Spelen in 2008 in Peking. Op 14 december 2008]debuteerde hij voor Servië in de oefenwedstrijd tegen Polen. Wegens een blessure zag hij het wereldkampioenschap voetbal 2010 in Zuid-Afrika aan zijn neus voorbijgaan.